# Richard Burke
Richard „Dick“ Burke (* 28. März 1932 in New York, Vereinigte Staaten; † 15. März 2016 in Dublin) war ein irischer Politiker und Europäischer Kommissar.

## Leben
Richard Burke wurde 1932 im US-Bundesstaat New York geboren. Er bildete sich bei der Congregation of Christian Brothers School in Thurles, am University College in Dublin und am King’s Inns. Er arbeitete als Lehrer, bevor er die politische Laufbahn einschlug.
Seine erste politische Verwicklung war die Gründung der Christlich-Demokratischen Partei Irlands durch Seán Loftus. Er wurde aber bald Mitglied der Fine Gael. 1967 wurde er ein Mitglied des Rates der Grafschaft Dublin. Zwei Jahre später wurde er Mitglied des irischen Unterhauses für die Grafschaft Dublin.
1973 wurde er in der neuen Koalition der Fine Gael mit der Irish Labour Party Minister für Erziehung. 1976 setzte er sich gegen Justin Keating als irischer EG-Kommissar durch, da der bisherige Kommissar Patrick Hillery Präsident von Irland wurde. Burkes Aufgabenbereiche in der Kommission waren von 1977 bis 1981 Steuern, Verkehr und Verbraucher. Von 1981 bis 1985 war er Delegierter des Präsidenten und zuständig für Personal und Verwaltung, Statistische Angelegenheiten und für das Büro für offizielle Veröffentlichungen.

## Nachlass
Der Nachlass von Richard Burke befindet sich im Historischen Archiv der Europäischen Union. Dort sind auch Interviews mit ihm hinterlegt.